# Rallye de Grande-Bretagne 2010
Le Rallye de Grande-Bretagne 2010 est le 13e et donc dernier rallye du Championnat du monde des rallyes 2010.

## Résultats
| Rang              | Pilote             | Copilote          | Numéro            | Voiture                       | Écurie                   | Temps             | Écart             | Points            |
| Toutes catégories | Toutes catégories  | Toutes catégories | Toutes catégories | Toutes catégories             | Toutes catégories        | Toutes catégories | Toutes catégories | Toutes catégories |
| ----------------- | ------------------ | ----------------- | ----------------- | ----------------------------- | ------------------------ | ----------------- | ----------------- | ----------------- |
| 1.                | Sébastien Loeb     | Daniel Elena      | 1                 | Citroën C4 WRC                | Citroën Total WRT        | 3 h 14 min 54 s 0 |                   | 25                |
| 2.                | Petter Solberg     | Chris Patterson   | 11                | Citroën C4 WRC                | Petter Solberg WRT       | 3 h 15 min 13 s 1 | 19 s 1            | 18                |
| 3.                | Jari-Matti Latvala | Miikka Anttila    | 4                 | Ford Focus RS WRC 09          | BP Ford Abu Dhabi WRT    | 3 h 16 min 29 s 3 | 1 min 35 s 3      | 15                |
| 4.                | Mikko Hirvonen     | Jarmo Lehtinen    | 3                 | Ford Focus RS WRC 09          | BP Ford Abu Dhabi WRT    | 3 h 16 min 47 s 3 | 1 min 53 s 3      | 12                |
| 5.                | Dani Sordo         | Diego Vallejo     | 2                 | Citroën C4 WRC                | Citroën Total WRT        | 3 h 17 min 06 s 2 | 2 min 12 s 2      | 10                |
| 6.                | Henning Solberg    | Stéphane Prévot   | 6                 | Ford Focus RS WRC 08          | M-Sport Stobart Ford WRT | 3 h 21 min 20 s 5 | 6 min 26 s 5      | 8                 |
| 7.                | Matthew Wilson     | Scott Martin      | 5                 | Ford Focus RS WRC 08          | M-Sport Stobart Ford WRT | 3 h 23 min 31 s 8 | 8 min 37 s 8      | 6                 |
| 8.                | Kimi Räikkönen     | Kaj Lindström     | 8                 | Citroën C4 WRC                | Citroën Junior Team      | 3 h 25 min 21 s 9 | 10 min 27 s 9     | 4                 |
| 9.                | Mads Østberg       | Jonas Andersson   | 14                | Subaru Impreza WRC 2007       | Adapta Motorsport        | 3 h 27 min 07 s 7 | 12 min 13 s 7     | 2                 |
| 10.               | Andreas Mikkelsen  | Ola Fløene        | 21                | Škoda Fabia S2000             | Czech Ford National Team | 3 h 28 min 55 s 2 | 14 min 01 s 2     | 1                 |
| S-WRC             |                    |                   |                   |                               |                          |                   |                   |                   |
| 1. (10.)          | Andreas Mikkelsen  | Ola Fløene        | 21                | Škoda Fabia S2000             | Czech Ford National Team | 3 h 28 min 55 s 2 |                   | 25                |
| P-WRC             |                    |                   |                   |                               |                          |                   |                   |                   |
| 1. (17.)          | Ott Tänak          | Kuldar Sikk       | 40                | Mitsubishi Lancer Evolution X | Pirelli Star Driver      | 3 h 38 min 31 s 0 |                   | 25                |

## Spéciales chronométrées
| Étape         | Spéciale | Heure   | Nom                 | Distance | Vainqueur                         | Temps         | Leader             |
| ------------- | -------- | ------- | ------------------- | -------- | --------------------------------- | ------------- | ------------------ |
| 1er (11 nov.) | SS1      | 19 h 30 | Cardiff Bay 1       | 1,60 km  | Sébastien Loeb                    | 1 min 16 s 1  | Sébastien Loeb     |
| 1er (12 nov.) | SS2      | 09 h 38 | Hafren 1            | 32,14 km | Jari-Matti Latvala                | 18 min 43 s 2 | Jari-Matti Latvala |
| 1er (12 nov.) | SS3      | 10 h 19 | Sweet Lamb 1        | 4,26 km  | Sébastien Loeb                    | 2 min 54 s 4  | Sébastien Loeb     |
| 1er (12 nov.) | SS4      | 10 h 37 | Myherin 1           | 27,88 km | Jari-Matti Latvala                | 15 min 33 s 3 | Jari-Matti Latvala |
| 1er (12 nov.) | SS5      | 13 h 51 | Hafren 2            | 32,14 km | Sébastien Ogier                   | 18 min 39 s 0 | Jari-Matti Latvala |
| 1er (12 nov.) | SS6      | 14 h 32 | Sweet Lamb 2        | 4,26 km  | Sébastien Loeb                    | 2 min 57 s 1  | Jari-Matti Latvala |
| 1er (12 nov.) | SS7      | 14 h 50 | Myherin 2           | 27,88 km | Sébastien Loeb                    | 15 min 16 s 5 | Sébastien Loeb     |
| 2e (13 nov.)  | SS8      | 09 h 03 | Radnor 1            | 14,78 km | Petter Solberg Jari-Matti Latvala | 7 min 31 s 5  | Petter Solberg     |
| 2e (13 nov.)  | SS9      | 10 h 19 | Monument Hill 1     | 10,14 km | Petter Solberg                    | 5 min 46 s 5  | Petter Solberg     |
| 2e (13 nov.)  | SS10     | 10 h 43 | Four Ways Crychan 1 | 25,14 km | Sébastien Loeb                    | 13 min 48 s 7 | Sébastien Loeb     |
| 2e (13 nov.)  | SS11     | 11 h 22 | Halfway 1           | 18,37 km | Petter Solberg                    | 10 min 28 s 2 | Sébastien Loeb     |
| 2e (13 nov.)  | SS12     | 14 h 07 | Radnor 2            | 14,78 km | Sébastien Loeb                    | 7 min 22 s 3  | Sébastien Loeb     |
| 2e (13 nov.)  | SS13     | 15 h 23 | Monument Hill 2     | 10,14 km | Sébastien Loeb                    | 5 min 46 s 0  | Sébastien Loeb     |
| 2e (13 nov.)  | SS14     | 15 h 47 | Four Ways Crychan 2 | 25,14 km | Sébastien Loeb                    | 14 min 04 s 9 | Sébastien Loeb     |
| 2e (13 nov.)  | SS15     | 16 h 26 | Halfway 2           | 18,37 km | Petter Solberg                    | 10 min 35 s 9 | Sébastien Loeb     |
| 2e (13 nov.)  | SS16     | 18 h 34 | Cardiff Bay 2       | 1,70 km  | Sébastien Loeb                    | 1 min 15 s 5  | Sébastien Loeb     |
| 3e (14 nov.)  | SS17     | 08 h 33 | Resolfen 1          | 29,99 km | Sébastien Loeb                    | 15 min 57 s 8 | Sébastien Loeb     |
| 3e (14 nov.)  | SS18     | 09 h 46 | Margam Park 1       | 8,08 km  | Sébastien Loeb                    | 5 min 06 s 2  | Sébastien Loeb     |
| 3e (14 nov.)  | SS19     | 11 h 25 | Resolfen 2          | 29,99 km | Jari-Matti Latvala                | 16 min 03 s 8 | Sébastien Loeb     |
| 3e (14 nov.)  | SS20     | 12 h 38 | Margam Park 2       | 8,08 km  | Dani Sordo                        | 5 min 08 s 2  | Sébastien Loeb     |

## Classements au championnat après l'épreuve

### Classement pilotes
| Classement pilotes | Classement pilotes   | Classement pilotes | Classement pilotes | Classement pilotes | Classement pilotes | Classement pilotes | Classement pilotes | Classement pilotes | Classement pilotes | Classement pilotes | Classement pilotes | Classement pilotes | Classement pilotes | Classement pilotes | Classement pilotes |
| Rang               | Pilote               | Rallyes            | Rallyes            | Rallyes            | Rallyes            | Rallyes            | Rallyes            | Rallyes            | Rallyes            | Rallyes            | Rallyes            | Rallyes            | Rallyes            | Rallyes            | Total points       |
| Rang               | Pilote               | SUE                | MEX                | JOR                | TUR                | NZL                | POR                | BUL                | FIN                | GER                | JPN                | FRA                | ESP                | GBR                | Total points       |
| ------------------ | -------------------- | ------------------ | ------------------ | ------------------ | ------------------ | ------------------ | ------------------ | ------------------ | ------------------ | ------------------ | ------------------ | ------------------ | ------------------ | ------------------ | ------------------ |
| 1er                | Sébastien Loeb       | 18                 | 25                 | 25                 | 25                 | 15                 | 18                 | 25                 | 15                 | 25                 | 10                 | 25                 | 25                 | 25                 | 276                |
| 2e                 | Jari-Matti Latvala   | 15                 | 10                 | 18                 | 4                  | 25                 | Ab.                | 8                  | 25                 | 12                 | 15                 | 12                 | 12                 | 15                 | 171                |
| 3e                 | Petter Solberg       | 2                  | 18                 | 15                 | 18                 | Ab.                | 10                 | 15                 | 12                 | 10                 | 18                 | 15                 | 18                 | 18                 | 169                |
| 4e                 | Sébastien Ogier      | 10                 | 15                 | 8                  | 12                 | 18                 | 25                 | 12                 | 18                 | 15                 | 25                 | 8                  | 1                  | 0                  | 167                |
| 5e                 | Daniel Sordo         | 12                 | 0                  | 12                 | Ab.                | 10                 | 15                 | 18                 | 10                 | 18                 | 12                 | 18                 | 15                 | 10                 | 150                |
| 6e                 | Mikko Hirvonen       | 25                 | 12                 | 0                  | 15                 | 12                 | 12                 | 10                 | Ab.                | Ab.                | 8                  | 10                 | 10                 | 12                 | 126                |
| 7e                 | Matthew Wilson       | 6                  | 0                  | 10                 | 6                  | 8                  | 8                  | 2                  | 8                  | 8                  | 0                  | 4                  | 8                  | 6                  | 74                 |
| 8e                 | Henning Solberg      | 8                  | 8                  | 2                  | 0                  | 6                  | Ab.                | 1                  | Ab.                | 0                  | 6                  | 2                  | 4                  | 8                  | 45                 |
| 9e                 | Federico Villagra    | -                  | 6                  | 6                  | 8                  | 2                  | 4                  | -                  | -                  | -                  | 4                  | 6                  | 0                  | -                  | 36                 |
| 10e                | Kimi Räikkönen       | 0                  | Ab.                | 4                  | 10                 | -                  | 1                  | 0                  | 0                  | 6                  | Ab.                | Ab.                | Ab.                | 4                  | 25                 |
| 11e                | Mads Østberg         | 4                  | -                  | -                  | -                  | -                  | 6                  | -                  | 6                  | 0                  | -                  | Ab.                | 2                  | -                  | 18                 |
| 12e                | Khalid Al-Quassimi   | 0                  | -                  | -                  | -                  | -                  | 2                  | -                  | Ab.                | 4                  | Ab.                | 0                  | 6                  | -                  | 12                 |
| 13e                | Per-Gunnar Andersson | 1                  | -                  | 0                  | -                  | -                  | 0                  | 6                  | 1                  | 0                  | -                  | -                  | -                  | -                  | 8                  |
| 14e                | Xavier Pons          | -                  | 4                  | 1                  | -                  | 1                  | 0                  | -                  | -                  | 0                  | -                  | 0                  | 0                  | -                  | 6                  |
| 14e                | Jari Ketomaa         | -                  | -                  | 0                  | -                  | 4                  | 0                  | -                  | Ab.                | -                  | 2                  | 0                  | -                  | -                  | 6                  |
| 16e                | Frigyes Turan        | -                  | -                  | -                  | -                  | -                  | -                  | 4                  | -                  | -                  | -                  | Ab.                | -                  | -                  | 4                  |
| 16e                | Juha Kankkunen       | -                  | -                  | -                  | -                  | -                  | -                  | -                  | 4                  | -                  | -                  | -                  | -                  | -                  | 4                  |
| 18e                | Martin Prokop        | 0                  | 2                  | -                  | -                  | 0                  | -                  | -                  | 0                  | 0                  | 1                  | 0                  | -                  | -                  | 3                  |
| 19e                | Dennis Kuipers (en)  | 0                  | -                  | -                  | 2                  | -                  | 0                  | 0                  | Ab.                | 0                  | -                  | -                  | 0                  | -                  | 2                  |
| 19e                | Juho Hanninen        | -                  | -                  | -                  | -                  | -                  | Ab.                | -                  | 2                  | -                  | -                  | -                  | -                  | -                  | 2                  |
| 19e                | Ken Block            | -                  | 0                  | -                  | 0                  | -                  | Ab.                | -                  | -                  | Ab.                | -                  | 0                  | 2                  | -                  | 2                  |
| 19e                | Mark Van Eldik       | -                  | -                  | -                  | -                  | -                  | -                  | -                  | -                  | 2                  | -                  | -                  | -                  | -                  | 2                  |
| 19e                | Patrick Sandell      | -                  | -                  | -                  | -                  | -                  | -                  | -                  | -                  | 1                  | -                  | 1                  | -                  | -                  | 2                  |
| 23e                | Armindo Araujo       | 0                  | 1                  | 0                  | -                  | -                  | 0                  | -                  | -                  | 0                  | -                  | 0                  | -                  | -                  | 1                  |
| 23e                | Aaron Burkart        | -                  | -                  | -                  | 1                  | -                  | 0                  | -                  | -                  | 0                  | -                  | 0                  | 0                  | -                  | 1                  |
| 23e                | Andreas Mikkelsen    | -                  | -                  | -                  | -                  | -                  | -                  | -                  | -                  | -                  | -                  | -                  | -                  | 1                  | 1                  |

| Couleur | Résultat                                                         |
| ------- | ---------------------------------------------------------------- |
| Or      | Vainqueur                                                        |
| Argent  | 2e place                                                         |
| Bronze  | 3e place                                                         |
| Vert    | Classé, dans les points                                          |
| Bleu    | Classé, hors des points Non classé (Nc.)                         |
| Mauve   | Abandon (Ab.) Retrait (Re.)                                      |
| Noir    | Disqualifié (Dq.)                                                |
| Blanc   | N'a pas pris le départ (Np.) Forfait (Forf.) Épreuve annulée (A) |
| Aucune  | N'a pas participé (-)                                            |

### Classement constructeurs
| Classement constructeurs | Classement constructeurs           | Classement constructeurs | Classement constructeurs | Classement constructeurs | Classement constructeurs | Classement constructeurs | Classement constructeurs | Classement constructeurs | Classement constructeurs | Classement constructeurs | Classement constructeurs | Classement constructeurs | Classement constructeurs | Classement constructeurs | Classement constructeurs |
| Rang                     | Équipe                             | Rallyes                  | Rallyes                  | Rallyes                  | Rallyes                  | Rallyes                  | Rallyes                  | Rallyes                  | Rallyes                  | Rallyes                  | Rallyes                  | Rallyes                  | Rallyes                  | Rallyes                  | Total points             |
| Rang                     | Équipe                             | SUE                      | MEX                      | JOR                      | TUR                      | NZL                      | POR                      | BUL                      | FIN                      | GER                      | JPN                      | FRA                      | ESP                      | GBR                      | Total points             |
| ------------------------ | ---------------------------------- | ------------------------ | ------------------------ | ------------------------ | ------------------------ | ------------------------ | ------------------------ | ------------------------ | ------------------------ | ------------------------ | ------------------------ | ------------------------ | ------------------------ | ------------------------ | ------------------------ |
| 1er                      | Citroën Total World Rally Team     | 30                       | 31                       | 40                       | 25                       | 30                       | 33                       | 43                       | 33                       | 43                       | 37                       | 43                       | 43                       | 25                       | 456                      |
| 2e                       | BP Ford Abu Dhabi World Rally Team | 40                       | 27                       | 20                       | 24                       | 40                       | 12                       | 22                       | 25                       | 12                       | 28                       | 27                       | 27                       | 33                       | 337                      |
| 3e                       | Citroën Junior Team                | 14                       | 18                       | 16                       | 27                       | -                        | 31                       | 19                       | 20                       | 23                       | 15                       | 10                       | 6                        | 18                       | 217                      |
| 4e                       | Stobart M-Sport Ford Rally Team    | 14                       | 14                       | 16                       | 12                       | 18                       | 10                       | 14                       | 10                       | 10                       | 12                       | 10                       | 18                       | 18                       | 176                      |
| 5e                       | Munchi's Ford World Rally Team     | -                        | 8                        | 8                        | 10                       | 6                        | 8                        | -                        | -                        | -                        | 6                        | 8                        | 4                        | -                        | 58                       |